# Expression de forme fermée
Ne pas confondre avec la notion de forme différentielle fermée.
En mathématiques, une expression de forme fermée (également appelée expression fermée,  expression de forme close, expression close ou expression explicite) est une expression mathématique pouvant s'obtenir par une combinaison de nombres ou de fonctions et d'opérations de référence. 
On emploie parfois le terme formule à la place du terme expression : formule de forme fermée, formule explicite, formule de forme close, etc. Le plus souvent, cette terminologie s'emploie pour des solutions d'équations ou de systèmes d'équations. On parlera alors plutôt de solutions de forme fermée, de solutions explicites, etc.
Les opérations de référence admissibles dépendent de la nature du problème considéré : pour un problème de nature arithmétique, on pourra par exemple admettre les nombres entiers, l'addition, la soustraction, la multiplication, et l'extraction de racines ; pour un problème algébrique, on ajoutera la division ; il est courant en analyse d'ajouter les fonctions exponentielle et logarithme (les fonctions trigonométriques peuvent être exprimées à l'aide de ces deux fonctions), et plus généralement la bijection réciproque d'une bijection donnée, ou encore la solution d'une équation différentielle de référence dont on se sert pour exprimer les solutions d'autres équations différentielles (on emploie dans ce domaine le terme d'expression/formule analytique).